# Premier League de 2012–13
A primeira divisão do Campeonato Inglês de Futebol da temporada 2012–2013 foi a 111ª edição da principal divisão do futebol inglês (21ª como Premier League). A disputa ocorreu com o mesmo regulamento dos anos anteriores, quando foi implementado o sistema de pontos corridos.
Em 22 de abril de 2013, o Manchester United conquistou o seu 20º título inglês ao derrotar o Aston Villa em Old Trafford pelo placar de 3 a 0.

## Regulamento
A Premier League é disputada por 20 clubes em dois turnos. Em cada turno, todos os times jogaram entre si uma única vez. Os jogos do segundo turno serão realizados na mesma ordem do primeiro, apenas com o mando de campo invertido. Não há campeões por turnos, sendo declarado campeão da Inglaterra o time que obtiver o maior número de pontos após as 38 rodadas.

### Critérios de desempate
Caso haja empate de pontos entre dois clubes, os critérios de desempates serão aplicados na seguinte ordem:
1. Saldo de gols
2. Gols marcados
3. Confronto direto

## Participantes
| Equipe              | Cidade              | Em 2011–12             | Estádio           | Capacidade | Títulos (último) |
| ------------------- | ------------------- | ---------------------- | ----------------- | ---------- | ---------------- |
| Arsenal             | Londres             | 3º (Primeira divisão)  | Emirates Stadium  | 60 362     | 13 (2003–04)     |
| Aston Villa         | Birmingham          | 16º (Primeira divisão) | Villa Park        | 42 785     | 7 (1980–81)      |
| Chelsea             | Londres             | 6º (Primeira divisão)  | Stamford Bridge   | 41 798     | 4 (2009–10)      |
| Everton             | Liverpool           | 7º (Primeira divisão)  | Goodison Park     | 39 571     | 9 (1987–88)      |
| Fulham              | Londres             | 9º (Primeira divisão)  | Craven Cottage    | 25 700     | 0 (não possui)   |
| Liverpool           | Liverpool           | 8º (Primeira divisão)  | Anfield Road      | 45 276     | 18 (1989–90)     |
| Manchester City     | Manchester          | 1º (Primeira divisão)  | Etihad Stadium    | 47 405     | 3 (2011–12)      |
| Manchester United   | Manchester          | 2º (Primeira divisão)  | Old Trafford      | 75 765     | 19 (2010–11)     |
| Newcastle           | Newcastle upon Tyne | 5º (Primeira divisão)  | St. James' Park   | 52 405     | 4 (1926–27)      |
| Norwich City        | Norwich             | 12º (Primeira divisão) | Carrow Road       | 27 224     | 0 (não possui)   |
| Queens Park Rangers | Londres             | 17º (Primeira divisão) | Loftus Road       | 18 439     | 0 (não possui)   |
| Reading             | Reading             | 1º (Segunda divisão)   | Madejski Stadium  | 24 197     | 0 (não possui)   |
| Southampton         | Southampton         | 2º (Segunda divisão)   | St Mary's Stadium | 32 689     | 0 (não possui)   |
| Stoke City          | Stoke-on-Trent      | 14º (Primeira divisão) | Britannia Stadium | 27 740     | 0 (não possui)   |
| Sunderland          | Sunderland          | 13º (Primeira divisão) | Stadium of Light  | 48 707     | 6 (1935-36)      |
| Swansea City        | Swansea             | 11º (Primeira divisão) | Liberty Stadium   | 20 745     | 0 (não possui)   |
| Tottenham           | Londres             | 4º (Primeira divisão)  | White Hart Lane   | 36 284     | 2 (1960–61)      |
| West Bromwich       | West Bromwich       | 10º (Primeira divisão) | The Hawthorns     | 26 445     | 1 (1919–20)      |
| West Ham            | Londres             | 3º (Segunda divisão)   | Upton Park        | 35 016     | 0 (não possui)   |
| Wigan               | Wigan               | 15º (Primeira divisão) | DW Stadium        | 25 133     | 0 (não possui)   |

## Classificação
| Pos | Equipe                  | Pts | J  | V  | E  | D  | GP | GC | SG  | Classificação ou descenso                                                                            |
| --- | ----------------------- | --- | -- | -- | -- | -- | -- | -- | --- | --- |
| 1   | Manchester United (C)   | 89  | 38 | 28 | 5  | 5  | 86 | 43 | +43 | Fase de Grupo da Liga dos Campeões da UEFA de 2013–14                                                |
| 2   | Manchester City         | 78  | 38 | 23 | 9  | 6  | 66 | 34 | +32 | Fase de Grupo da Liga dos Campeões da UEFA de 2013–14                                                |
| 3   | Chelsea                 | 75  | 38 | 22 | 9  | 7  | 75 | 39 | +36 | Fase de Grupo da Liga dos Campeões da UEFA de 2013–14                                                |
| 4   | Arsenal                 | 73  | 38 | 21 | 10 | 7  | 72 | 37 | +35 | Play-offs da Liga dos Campeões da UEFA de 2013–14                                                    |
| 5   | Tottenham               | 72  | 38 | 21 | 9  | 8  | 66 | 46 | +20 | Qualification for the Europa League play-off round                                                   |
| 6   | Everton                 | 63  | 38 | 16 | 15 | 7  | 55 | 40 | +15 | |
| 7   | Liverpool               | 61  | 38 | 16 | 13 | 9  | 71 | 43 | +28 | |
| 8   | West Bromwich           | 49  | 38 | 14 | 7  | 17 | 53 | 57 | −4  | |
| 9   | Swansea City            | 46  | 38 | 11 | 13 | 14 | 47 | 51 | −4  | Qualificação para a Terceira pré-eliminatória da Liga Europa                                         |
| 10  | West Ham                | 46  | 38 | 12 | 10 | 16 | 45 | 53 | −8  | |
| 11  | Norwich City            | 44  | 38 | 10 | 14 | 14 | 41 | 58 | −17 | |
| 12  | Fulham                  | 43  | 38 | 11 | 10 | 17 | 50 | 60 | −10 | |
| 13  | Stoke City              | 42  | 38 | 9  | 15 | 14 | 34 | 45 | −11 | |
| 14  | Southampton             | 41  | 38 | 9  | 14 | 15 | 49 | 60 | −11 | |
| 15  | Aston Villa             | 41  | 38 | 10 | 11 | 17 | 47 | 69 | −22 | |
| 16  | Newcastle               | 41  | 38 | 11 | 8  | 19 | 45 | 68 | −23 | |
| 17  | Sunderland              | 39  | 38 | 9  | 12 | 17 | 41 | 54 | −13 | |
| 18  | Wigan (R)               | 36  | 38 | 9  | 9  | 20 | 47 | 73 | −26 | Qualificação para a Fase de grupos da Liga Europa e rebaixamento para a Football League Championship |
| 19  | Reading (R)             | 28  | 38 | 6  | 10 | 22 | 43 | 73 | −30 | Zona de rebaixamento à Football League Championship                                                  |
| 20  | Queens Park Rangers (R) | 25  | 38 | 4  | 13 | 21 | 30 | 60 | −30 | Zona de rebaixamento à Football League Championship                                                  |

1. ↑  Swansea City se classificou para a terceira rodada de qualificação da Liga Europa como o vencedor da 2012–13 Football League Cup.
2. ↑  Wigan se classificou para a Fase de grupos da Liga Europa como vencedor da Copa da Inglaterra 2012–13.

## Confrontos
| Mandante \ Visitante | ARS | AVL | CHE | EVE | FUL | LIV | MCI | MUN | NEW | NOR | QPR | REA | SOU | STK | SUN | SWA | TOT | WBA | WHU | WIG |
| -------------------- | --- | --- | --- | --- | --- | --- | --- | --- | --- | --- | --- | --- | --- | --- | --- | --- | --- | --- | --- | --- |
| Arsenal              | —   | 2–1 | 1–2 | 0–0 | 3–3 | 2–2 | 0–2 | 1–1 | 7–3 | 3–1 | 1–0 | 4–1 | 6–1 | 1–0 | 0–0 | 0–2 | 5–2 | 2–0 | 5–1 | 4–1 |
| Aston Villa          | 0–0 | —   | 1–2 | 1–3 | 1–1 | 1–2 | 0–1 | 2–3 | 1–2 | 1–1 | 3–2 | 1–0 | 0–1 | 0–0 | 6–1 | 2–0 | 0–4 | 1–1 | 2–1 | 0–3 |
| Chelsea              | 2–1 | 8–0 | —   | 2–1 | 0–0 | 1–1 | 0–0 | 2–3 | 2–0 | 4–1 | 0–1 | 4–2 | 2–2 | 1–0 | 2–1 | 2–0 | 2–2 | 1–0 | 2–0 | 4–1 |
| Everton              | 1–1 | 3–3 | 1–2 | —   | 1–0 | 2–2 | 2–0 | 1–0 | 2–2 | 1–1 | 2–0 | 3–1 | 3–1 | 1–0 | 2–1 | 0–0 | 2–1 | 2–1 | 2–0 | 2–1 |
| Fulham               | 0–1 | 1–0 | 0–3 | 2–2 | —   | 1–3 | 1–2 | 0–1 | 2–1 | 5–0 | 3–2 | 2–4 | 1–1 | 1–0 | 1–3 | 1–2 | 0–3 | 3–0 | 3–1 | 1–1 |
| Liverpool            | 0–2 | 1–3 | 2–2 | 0–0 | 4–0 | —   | 2–2 | 1–2 | 1–1 | 5–0 | 1–0 | 1–0 | 1–0 | 0–0 | 3–0 | 5–0 | 3–2 | 0–2 | 0–0 | 3–0 |
| Manchester City      | 1–1 | 5–0 | 2–0 | 1–1 | 2–0 | 2–2 | —   | 2–3 | 4–0 | 2–3 | 3–1 | 1–0 | 3–2 | 3–0 | 3–0 | 1–0 | 2–1 | 1–0 | 2–1 | 1–0 |
| Manchester United    | 2–1 | 3–0 | 0–1 | 2–0 | 3–2 | 2–1 | 1–2 | —   | 4–3 | 4–0 | 3–1 | 1–0 | 2–1 | 4–2 | 3–1 | 2–1 | 2–3 | 2–0 | 1–0 | 4–0 |
| Newcastle            | 0–1 | 1–1 | 3–2 | 1–2 | 1–0 | 0–6 | 1–3 | 0–3 | —   | 1–0 | 1–0 | 1–2 | 4–2 | 2–1 | 0–3 | 1–2 | 2–1 | 2–1 | 0–1 | 3–0 |
| Norwich City         | 1–0 | 1–2 | 0–1 | 2–1 | 0–0 | 2–5 | 3–4 | 1–0 | 0–0 | —   | 1–1 | 2–1 | 0–0 | 1–0 | 2–1 | 2–2 | 1–1 | 4–0 | 0–0 | 2–1 |
| Queens Park Rangers  | 0–1 | 1–1 | 0–0 | 1–1 | 2–1 | 0–3 | 0–0 | 0–2 | 1–2 | 0–0 | —   | 1–1 | 1–3 | 0–2 | 3–1 | 0–5 | 0–0 | 1–2 | 1–2 | 1–1 |
| Reading              | 2–5 | 1–2 | 2–2 | 2–1 | 3–3 | 0–0 | 0–2 | 3–4 | 2–2 | 0–0 | 0–0 | —   | 0–2 | 1–1 | 2–1 | 0–0 | 1–3 | 3–2 | 1–0 | 0–3 |
| Southampton          | 1–1 | 4–1 | 2–1 | 0–0 | 2–2 | 3–1 | 3–1 | 2–3 | 2–0 | 1–1 | 1–2 | 1–0 | —   | 1–1 | 0–1 | 1–1 | 1–2 | 0–3 | 1–1 | 0–2 |
| Stoke City           | 0–0 | 1–3 | 0–4 | 1–1 | 1–0 | 3–1 | 1–1 | 0–2 | 2–1 | 1–0 | 1–0 | 2–1 | 3–3 | —   | 0–0 | 2–0 | 1–2 | 0–0 | 0–1 | 2–2 |
| Sunderland           | 0–1 | 0–1 | 1–3 | 1–0 | 2–2 | 1–1 | 1–0 | 0–1 | 1–1 | 1–1 | 0–0 | 3–0 | 1–1 | 1–1 | —   | 0–0 | 1–2 | 2–4 | 3–0 | 1–0 |
| Swansea City         | 0–2 | 2–2 | 1–1 | 0–3 | 0–3 | 0–0 | 0–0 | 1–1 | 1–0 | 3–4 | 4–1 | 2–2 | 0–0 | 3–1 | 2–2 | —   | 1–2 | 3–1 | 3–0 | 2–1 |
| Tottenham            | 2–1 | 2–0 | 2–4 | 2–2 | 0–1 | 2–1 | 3–1 | 1–1 | 2–1 | 1–1 | 2–1 | 3–1 | 1–0 | 0–0 | 1–0 | 1–0 | —   | 1–1 | 3–1 | 0–1 |
| West Bromwich        | 1–2 | 2–2 | 2–1 | 2–0 | 1–2 | 3–0 | 1–2 | 5–5 | 1–1 | 2–1 | 3–2 | 1–0 | 2–0 | 0–1 | 2–1 | 2–1 | 0–1 | —   | 0–0 | 2–3 |
| West Ham             | 1–3 | 1–0 | 3–1 | 1–2 | 3–0 | 2–3 | 0–0 | 2–2 | 0–0 | 2–1 | 1–1 | 4–2 | 4–1 | 1–1 | 1–1 | 1–0 | 2–3 | 3–1 | —   | 2–0 |
| Wigan                | 0–1 | 2–2 | 0–2 | 2–2 | 1–2 | 0–4 | 0–2 | 0–4 | 2–1 | 1–0 | 2–2 | 3–2 | 2–2 | 2–2 | 2–3 | 2–3 | 2–2 | 1–2 | 2–1 | —   |

## Artilharia
| Gols | Jogador           | Clube(s)            |
| ---- | ----------------- | ------------------- |
| 26   | Robin van Persie  | Manchester United   |
| 23   | Luis Suárez       | Liverpool           |
| 21   | Gareth Bale       | Tottenham           |
| 19   | Christian Benteke | Aston Villa         |
| 18   | Michu             | Swansea City        |
| 17   | Romelu Lukaku     | West Bromwich       |
| 15   | Frank Lampard     | Chelsea             |
| 15   | Dimitar Berbatov  | Fulham              |
| 15   | Demba Ba          | Newcastle / Chelsea |
| 15   | Rickie Lambert    | Southampton         |
| 14   | Theo Walcott      | Arsenal             |
| 14   | Edin Džeko        | Manchester City     |
| 12   | Wayne Rooney      | Manchester United   |
| 12   | Santi Cazorla     | Arsenal             |
| 12   | Adam le Fondre    | Reading             |
| 12   | Sergio Aguero     | Manchester City     |
| 12   | Juan Mata         | Chelsea             |
| 11   | Jermain Defoe     | Tottenham           |
| 11   | Lukas Podolski    | Arsenal             |
| 11   | Steven Fletcher   | Sunderland          |
| 11   | Carlos Tévez      | Manchester City     |
| 11   | Arouna Koné       | Wigan               |
| 11   | Marouane Fellaini | Everton             |
| 11   | Daniel Sturridge  | Liverpool           |
| 11   | Olivier Giroud    | Arsenal             |

| Campeão Inglês 2012–13         |
| ------------------------------ |
| Manchester United (20° título) |